# Sztaurolit
A sztaurolit a szilikátok osztályába tartozó ásványfaj. Elnevezése a görög staurosz = kereszt szóból származik.

## Kémiai és fizikai tulajdonságai
- Képlete: 2 Al2SiO5·FeOH2
- Szimmetriája: rombos (dipiramisos)
- Sűrűsége: 3,7 g/cm³
- Keménysége: 7,15 (a Mohs-féle keménységi skála alapján)
- Hasadása: jó
- Színe: vörösbarna, feketésbarna
- Fénye: üvegfényű áttetsző, néha opak

## Megjelenési formái, genetikája
Kristályainak termete zömök prizmás. Több ikertörvénye van. Gyakran kereszt- vagy András-kereszt alakú, átnövéses (penetrációs) ikreket alkot (elnevezése is ebből ered). A sztaurolit és a kianit (disztén) szerkezete nagyon hasonló, ezért gyakori orientált összenövésük. Nagyobb szemcséi kvarczárványokban nagyon gazdagok.
Közepesfokú mezometamorf folyamatok során képződő, regionális metamorf kőzetek elegyrésze. Főként kristályos palákban (csillámpalákban) gyakori, de a gneiszfélékben is otthonos. Ellenálló ásvány, ezért az üledékekben is gyakran dúsul.

## Rokon ásványfajok
- kianit
- andaluzit
- topáz
- szillimanit